# Paulo Almeida Ribeiro
Paulo Almeida Ribeiro, ismertebb nevén: Paulinho (Porto Alegre, 1932. április 15. – São Paulo, 2007. június 11.), brazil válogatott labdarúgó, edző.
A brazil válogatott tagjaként részt vett az 1954-es világbajnokságon, illetve az 1957-es és az 1959-es Dél-amerikai bajnokságon.

## Sikerei, díjai
Internacional
- Campeonato Gaúcho (3): 1951, 1952, 1953

Vasco da Gama
- Campionato Carioca (2): 1956, 1958
- Torneio Rio-São Paulo (1): 1958

Brazília
- Dél-amerikai ezüstérmes (2): 1957, 1959